# Andrea Grosske
Andrea Grosske (* 23. März 1928 in Nürnberg; † 30. November 1997 in Hamburg) war eine deutsche Schauspielerin, Hörspiel- und Synchronsprecherin.

## Leben
Andrea Grosske sammelte ihre ersten Bühnenerfahrungen bereits im Alter von 5 Jahren. Nach einer Schauspiel- und Tanzausbildung in Hamburg war sie von 1945 bis 1949 an der dortigen Tanzbühne „Lola Rogge“ tätig. Weitere Bühnenstationen waren Braunschweig, Basel, die Niedersächsische Landesbühne Wilhelmshaven und abermals Hamburg, wo sie am Theater im Zimmer und am Deutschen Schauspielhaus unter namhaften Regisseuren wie Oscar Fritz Schuh und Ivan Nagel auftrat. Für ihre künstlerischen Leistungen wurde sie mit dem Hamburger Inselpreis ausgezeichnet.
Seit Anfang der 1950er Jahre übernahm Andrea Grosske immer wieder Rollen in Film- und Fernsehproduktionen. Sie spielte in der Johannes-Heesters-Komödie So was tun die Herren immer wieder gerne, in Paul Verhoevens Drama Die Schuld des Dr. Homma, in Tom Toelles sozialkritischem Millionenspiel, in Egon Monks Mehrteiler Bauern, Bonzen und Bomben nach Hans Fallada sowie in der Surminski-Verfilmung Kudenow oder An fremden Wassern weinen. Außerdem spielte sie Gastrollen in Fernsehserien und -reihen wie Tatort, Hamburg Transit, Im Auftrag von Madame, Cliff Dexter und Percy Stuart. In dem auf wahren Begebenheiten beruhenden Fernsehkrimi Das Haus an der Stör aus der Reihe Stahlnetz verkörperte sie die Assistentin des von Rudolf Platte gespielten Kommissars „Roggenburg“.
Daneben war Andrea Grosske auch umfangreich als Sprecherin für Hörspiel und Filmsynchronisation tätig. Sie synchronisierte beispielsweise Patsy Smart in Der wütende Mond und Emilia Krakowska in Das gelobte Land.

## Hörspiele (Auswahl)
- 1961: Das Bild an der Wand; Regie: Gustav Burmester, mit Gustav Knuth, Hannelore Schroth, NDR.
- 1963: Who is who; Regie: Günter Siebert, mit Michael Gaffron, Haide Lorenz, RB.
- 1963: Fünfzig Pfund für einen falschen Armenier; Regie: Günter Siebert, mit Günter Siebert, Günther Stoll, RB.
- 1964: Die finsteren Zeiten; Regie: Peter Michel Ladiges, mit Heiner Schmidt, Richard Münch, SWF.
- 1967: Ehe der Hahn kräht; Regie: Ulrich Lauterbach, mit Edda Seippel, Heinz Schimmelpfennig, RB.
- 1970: Die Puppe in meinem Kopf; Regie: Peter Michel Ladiges, mit Horst Michael Neutze, SWF.
- 1972: Ballett: Regie: Horst Loebe, mit Horst Tappert, Paul Edwin Roth, RB.
- 1978: Onkel Davids Rendezvous; Regie: Jörg Jannings, mit Johannes Schauer, Wolfgang Unterzaucher, NDR.
- 1978: Die Verbände distanzieren sich; Regie: Hans Bernd Müller, mit Sabine Postel, Stefan Behrens, RB.
- 1979: Unterm roten Dach; nach Enid Blyton.
- 1979: Die Einsamkeit des Meeresgrundes; Regie: Peter Lilienthal, mit Wladimir Weigl, Ulli Rad-Höfer, WDR.
- 1990: Eine Seelenangelegenheit; nach Ingmar Bergman, Regie: Ulrich Heising, mit Christa Berndl, NDR.

## Filmografie (Auswahl)
- 1951: Professor Nachtfalter
- 1951: Die Schuld des Dr. Homma
- 1963: Stahlnetz: Das Haus an der Stör
- 1964: Hafenpolizei – Gefährliche Zuflucht
- 1965: Der Fall Hau
- 1965: Gestatten, mein Name ist Cox: Eine reizende Abendgesellschaft
- 1966: Cliff Dexter (Fernsehserie, 1 Folge)
- 1969: Gnade für Timothy Evans
- 1969: Die Kuba-Krise 1962 (Fernsehfilm)
- 1969: Weh’ dem, der erbt
- 1970: Das Millionenspiel
- 1970: Die Kriminalerzählung
- 1973: Hamburg Transit – Fundsache
- 1973: Bauern, Bonzen und Bomben
- 1974: Fluchtgedanken
- 1977: Frauen in New York
- 1979: Tatort: Freund Gregor
- 1981: Kudenow oder An fremden Wassern weinen